# Ingrid Visser
Ingrid Louise Visser (ur. 4 czerwca 1977 w Goudzie, zm. 14 maja 2013 w Molina de Segura) – holenderska siatkarka grająca na pozycji środkowej, kapitan reprezentacji Holandii, w której przez siedemnaście lat rozegrała 514 spotkań.

## Kariera reprezentacyjna
Visser zadebiutowała w kadrze 5 października 1994 roku w towarzyskim meczu przeciwko reprezentacji Ukrainy. Przez kolejnych siedemnaście lat rozegrała 514 spotkań w barwach Holandii, stając się rekordzistką pod względem ilości występów w kadrze narodowej. Pięciokrotnie startowała na mistrzostwach świata, dziewięciokrotnie na mistrzostwach Europy, zdobywając złoty medal w 1995 oraz srebrny w 2009 roku. Była także uczestniczką Igrzysk Olimpijskich 1996 w Atlancie, zajmując wraz z koleżankami 5. miejsce. Wygrała również World Grand Prix 2007. Za rekordową liczbę występów w reprezentacji i za zasługi dla holenderskiej siatkówki została odznaczona złotą szpilką narodowej federacji NeVoBo w 2007 roku.
30 stycznia 2012 roku oficjalnie zakończyła reprezentacyjną karierę.

## Kariera klubowa
Przygodę z siatkówką rozpoczęła w wieku 7 lat w klubie VC Nesselande. Dziesięć lat później zadebiutowała w holenderskiej ekstraklasie w zespole VVC Vught, z którym dwukrotnie w latach 1996–1997 zdobyła mistrzostwo i puchar kraju. Następnie wyjechała do Brazylii reprezentując przez dwa sezony Minas Tennis Clube. Po powrocie do Europy kontynuowała karierę w Minetti Infoplus Vicenza, z którym zdobyła Puchar CEV. Największe sukcesy w siatkówce klubowej osiągnęła grając w Hiszpanii. Grając najpierw w Hotel Cantur Las Palmas, a później w klubie Spar Teneryfa Marichal tryumfowała kilkukrotnie w mistrzostwach, pucharze i superpucharze Hiszpanii. W 2004 roku wywalczyła złoty medal Ligi Mistrzyń, a samą Visser uznano za najlepszą blokującą finałów. Z Teneryfą jeszcze w 2005 i 2007 roku grała w turnieju finałowym tych rozgrywek zajmując trzecie miejsca. W sezonie 2007/2008 grała w DELA Martinus Amstelveen (zdobywając mistrzostwo i puchar Holandii), a w sezonie 2008/2009 w Leningradce Petersburg. W 2009 zdecydowała się wrócić na płw. Iberyjski i reprezentując CAV Murcia 2005 dołożyła dwa krajowe puchary i superpuchar. Jej ostatnim klubem był azerski VK Baku, z którym dotarła do finału Pucharu Challenge 2012.

## Zaginięcie i śmierć
13 maja 2013 zaginęła w Murcji razem ze swoim partnerem Lodewijkem Severinem. Para spędzała wakacje w Hiszpanii. Poszukiwania policji początkowo były nieskuteczne. Zaginioną parę odnaleziono martwą 26 maja 2013. Według policji zostali zamordowani. Władze aresztowały dwóch podejrzanych o popełnienie tej zbrodni. Ciała zaginionych odnaleziono we wsi Alquerias, leżącej ok. 20 km od Murcji. Jak wykazały analizy techników policyjnych siatkarka i jej partner zmarli z powodu urazu czaszki, zostali pobici na śmierć. W związku z morderstwem aresztowano Juana Cuenca, byłego dyrektora i menedżera CAV Murcia 2005, oraz dwóch obywateli Rumunii. Prawdopodobnie zamieszany w morderstwo jest również Edevasto Lifante były właściciel klubu z Murcji.

## Kluby
| Klub                      | Lata gry  |
| ------------------------- | --------- |
| VC Nesselande Zevenhuizen | 1984−1994 |
| VVC Vught                 | 1994−1997 |
| Minas Tennis Clube        | 1997−1999 |
| Minetti Infoplus Vicenza  | 2000−2001 |
| Hotel Cantur Las Palmas   | 2001−2003 |
| Spar Teneryfa Marichal    | 2003−2007 |
| DELA Martinus Amstelveen  | 2007−2008 |
| Leningradka Petersburg    | 2008−2009 |
| CAV Murcia 2005           | 2009−2011 |
| VK Baku                   | 2011−2013 |

## Osiągnięcia

### Reprezentacyjne
- Mistrzostwa Europy:
  - 1. miejsce: 1995
  - 2. miejsce: 2009
- World Grand Prix:
  - 1. miejsce: 2007[3]

### Klubowe
- Liga Mistrzyń:
  - 1. miejsce: 2004
  - 3. miejsce: 2005, 2007
- Puchar CEV:
  - Zdobywczyni: 2001
- Puchar Challenge:
  - Finalistka: 2012
- Mistrzostwa Holandii:
  - 1. miejsce: 1996, 1997, 2008
- Puchar Holandii:
  - Zdobywczyni: 1995, 1997, 2008
- Mistrzostwa Hiszpanii:
  - 1. miejsce: 2003, 2004, 2005, 2006
  - 2. miejsce: 2002, 2007, 2011
- Puchar Hiszpanii:
  - Zdobywczyni: 2004, 2005, 2006, 2010, 2011
- Superpuchar Hiszpanii:
  - Zdobywczyni: 2003, 2004, 2005, 2010

### Nagrody indywidualne
- 2004 – Najlepsza blokująca zawodniczka Ligi Mistrzyń
- 2007 – Złota szpilka narodowej federacji NeVeBo za zasługi dla holenderskiej siatkówki[3]